# Kenji Wu
Kenji Wu Ke Qun (en chino, 吳克群; pinyin, Wú Kèqún; Taiwán, 18 de octubre de 1979) es un cantautor taiwanés. Se lanzó al espectáculo en el año 2000 con su álbum 一個人的Tomorrow (A Lonely Tomorrow).

## Historia
A pesar de la participación de grandes productores en su primer trabajo discográfico, el disco no tuvo muy buena respuesta del público. Pero esto dio a Kenji oportunidades para actuar en televisión, como en Peach Girl y en Moonlight Forest.
Con una pasión por la música, Kenji regresó en mundo de la música en noviembre de 2004, con un álbum que llevaba su propio nombre, con la discográfica Seed Music. Los diez temas que llevaban su disco fueron escritos por el mismo Kenji. Críticos alrededor de Asia dieron una aceptación muy positiva. El tema Wu Ke Qun tuvo muy buenas críticas departe de muchos artistas, como, Lee-Hom Wang, David Tao, Jay Chou, Fei Yu Ching, Emil Chau y The Shins. Dicho tema demostró todo el talento de Kenji. En Hong Kong, llegó hasta la posición número 7, en el chart chino RTHK desde el 20 al 26 de febrero de 2005, sin embargo en Singapur, el tema debutó en la posición 19 en el ranking de Y.E.S. 93.3 FM, y solo estuvo por 2 semanas.
Kenji_為你寫詩.jpg
Regresó en octubre de 2005 con un nuevo disco llamado 大頑家 (The Kenji Show), también lanzado por Seed Music. El disco tenía una temática más alegre, el álbum componía de temas con letras de su recién desarrollado estilo musical. Temas como "Da She Tou" (literalmente "Lengua Grande") y "Wo you zui" (Me siento culpable) pegaron en los charts y fueron populares entre el estilo de los colegiantes. Kenji fue nominado como "Best Chinese male singer in Taiwan" en el 2006 y 2007 para los "Golden Melody Awards", pero los premios se fueron para el cantante taiwanés Lee-Hom Wang y para Nicky Lee Jiu Zhe, respectivamente.
En el 2006, Kenji lanzó un nuevo disco titulado 將軍令 (A General Order) y otra vez, todas las canciones fueron escritas por Kenji demostrando su creatividad. Esta vez experimento más con el estilo musical chino, por eso llevaba dicho nombre el disco. Entre los estilos chinos están "Peaked You And Me" y "Champion", así como la balada "Cripple".

## Discografía

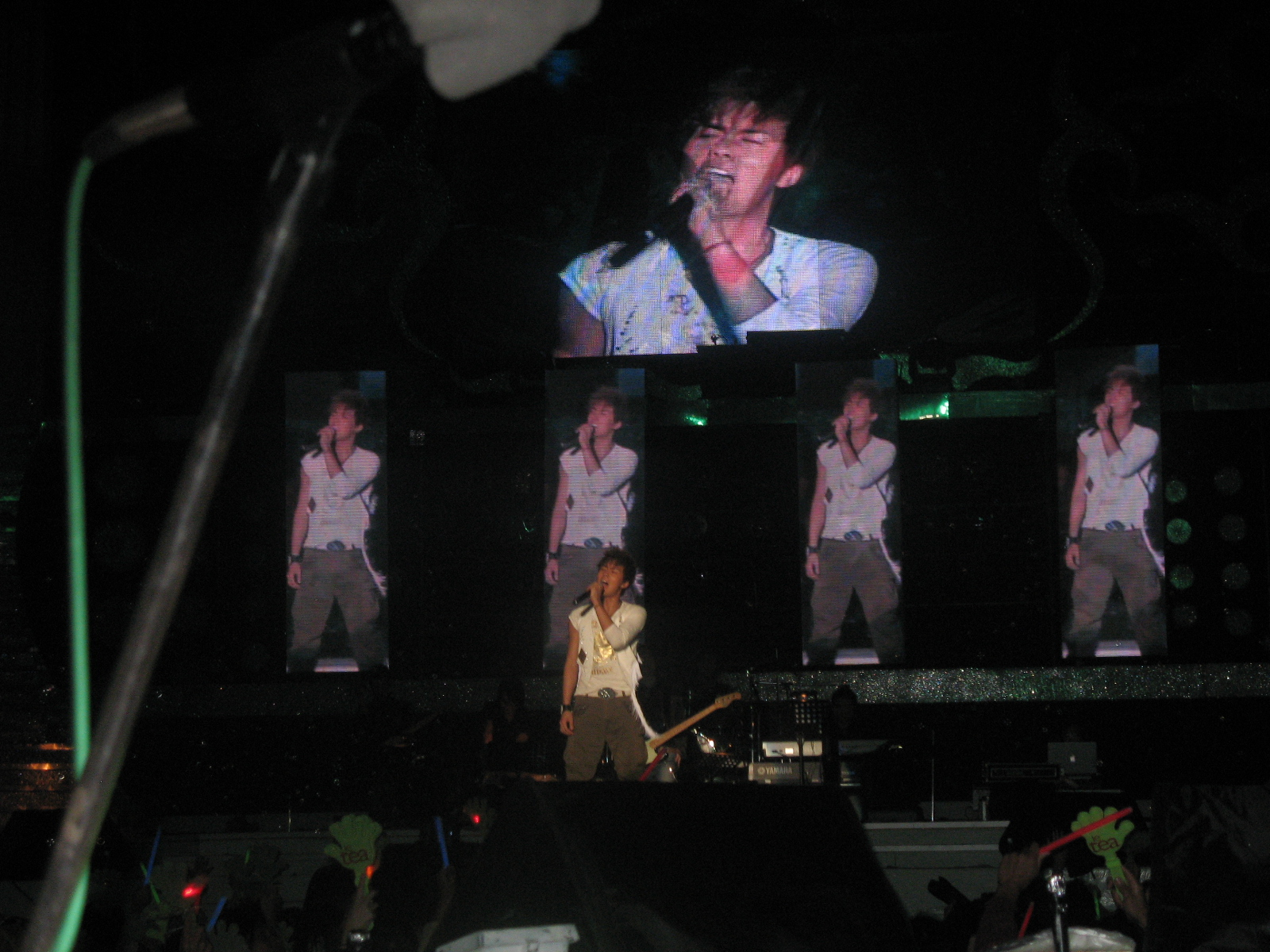
Kenji en un concierto de Le Tea y Channel [V] en Taipéi.

### Álbumes
- 一個人的Tomorrow (A Lonely Tomorrow) - 2000
- 吳克群個人首張創作專輯 (Kenji) - 2004
- 大頑家 (The Kenji Show) - 2005
- 將軍令 (A General Order) - 2006
- 為你寫詩 (Poems For You) - 2008
- MagiK Great Hits  (新歌+精選) (New Songs + Collection) - 2008
- 寄生 (Parasite) - 2010
- 寂寞來了怎麼辦？ (How To Deal With Loneliness?) - 2012
- 數星星的人 (On The Way To The Stars) - 2015
- 人生超幽默 (Humorous Life) 2016

### EP
- 老子說 (I say) - 2007
- 把心拉近 (Ba Xin La Jin) - 2009

## Filmografía

### Programas de variedades
| Año  | Programa   | Notas    |
| ---- | ---------- | -------- |
| 2018 | Happy Camp | invitada |